# Rozłupnia

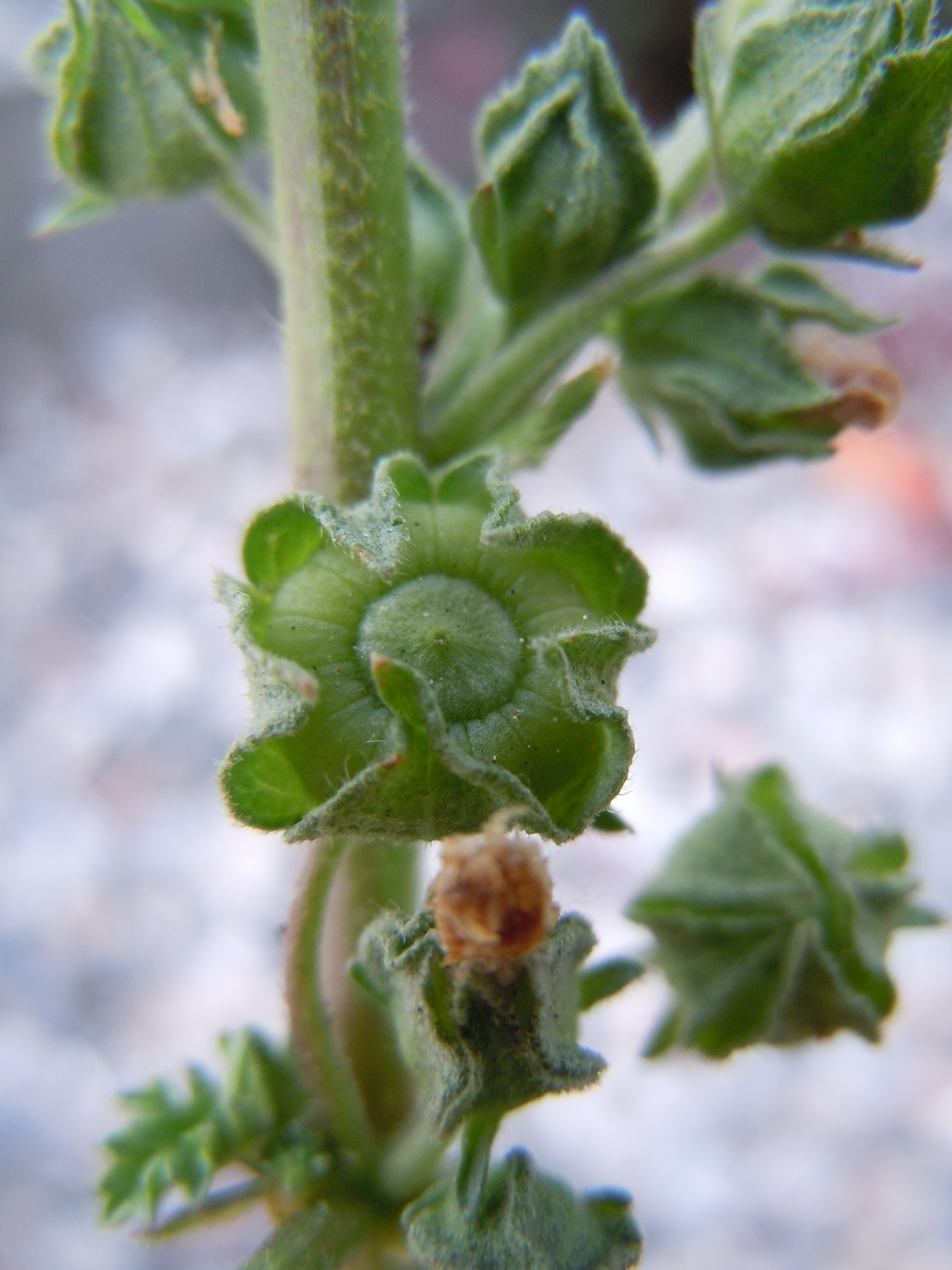
Rozłupnia ślazu zaniedbanego

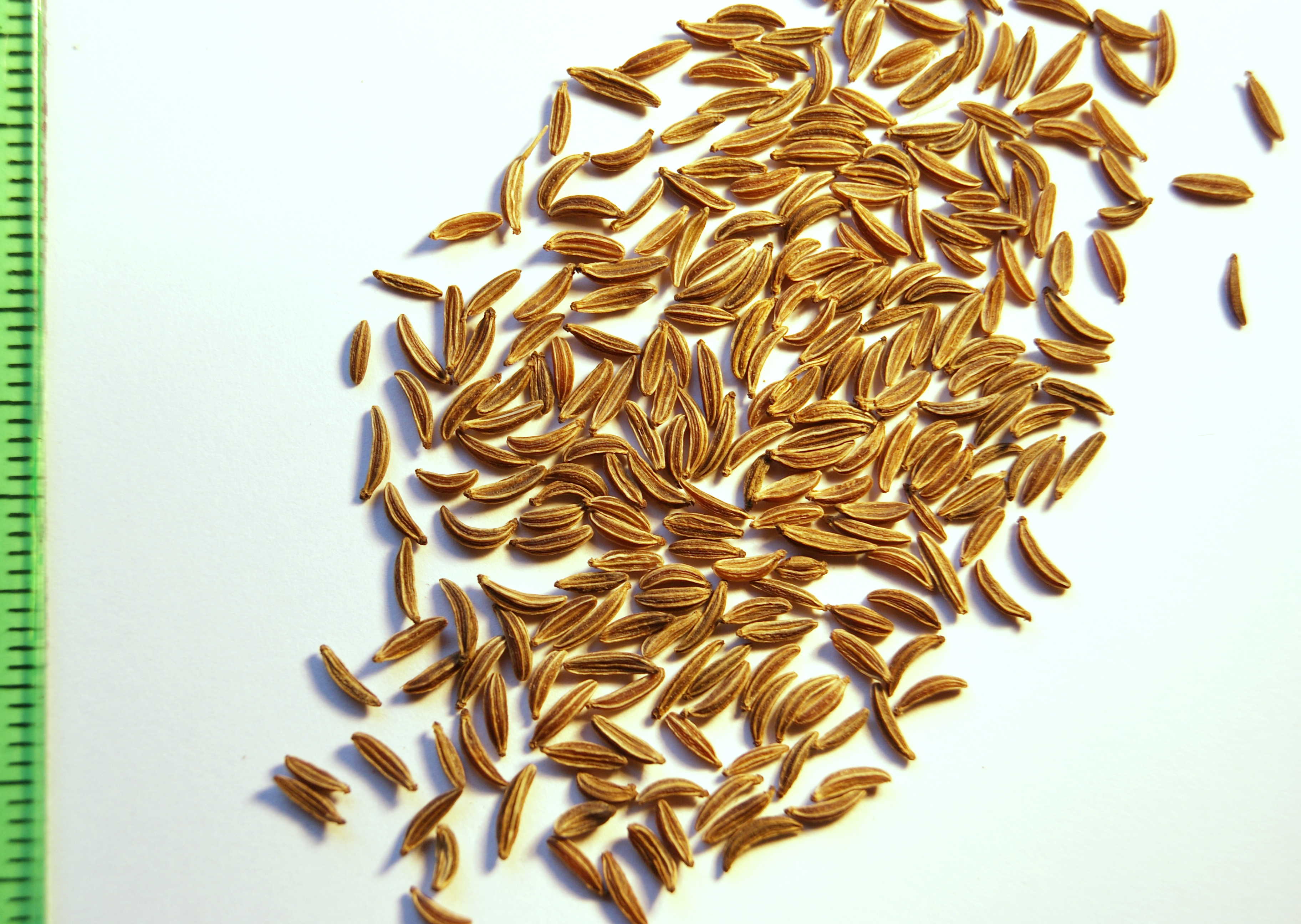
Rozłupki kminku zwyczajnego

Rozłupnia (łac. schizocarpium, ang. schizocarp) – owoc pojedynczy, dwu- lub wielonasienny, zamknięty, suchy i rozpadający się. Rozpada się zwykle na jednonasienne, zamknięte i niepękające rozłupki (często nazywane też owockami), w których elementy owocni pozostają zrośnięte z nasieniem. Rozłupnie powstają ze słupka zrosłoowockowego (synkarpicznego), przy czym z pojedynczych owocolistków powstają albo poszczególne rozłupki, albo z jednego owocolistka powstają dwie jednonasienne rozłupki (np. u ogórecznikowatych i jasnotowatych). Poszczególne owocki nierzadko połączone są znajdującym się między nimi organem zwanym karpoforem. Dwunasienne rozłupnie występują u roślin z rodziny selerowatych i marzanowatych, czteronasienne u ogórecznikowatych i jasnotowatych, wielonasienne u ślazowatych i wilczomleczowatych.
Niektóre rozłupki zaliczane mogą być ze względu na specyficzną budowę do innych typów owoców. Przykładowo wyposażone w skrzydełka rozłupki klonów są skrzydlakami.